# 克拉肯山 (朗希爾德公主海岸)
71°57′S 26°14′E / 71.950°S 26.233°E
克拉肯山是南極洲的山峰，位於毛德皇后地的朗希爾德公主海岸，屬於南龍達訥山脈的一部分，處於鮑滕峰以東9公里，由挪威製圖師根據空中照片繪入地圖。